# Phan Rí Thành
Phan Rí Thành là một xã thuộc huyện Bắc Bình, tỉnh Bình Thuận, Việt Nam.
Xã Phan Rí Thành có diện tích 23,39 km², dân số năm 1999 là 12.075 người, mật độ dân số đạt 516 người/km².